# La Fregeneda
La Fregeneda ist eine westspanische Gemeinde (municipio) in der Provinz Salamanca in der Autonomen Gemeinschaft Kastilien-León. 2024 hatte die Gemeinde 308 Einwohner.

## Lage
La Fregeneda liegt etwa 100 Kilometer westlich von Salamanca in einer Höhe von ca. 525 m an der portugiesischen Grenze.
Die Gemeinde gehört zum Naturpark Parque Natural de las Arribes del Duero. Die nördliche Grenze der Gemeinde (mit Portugal) bildet der Duero, in den hier der Águeda mündet, der zugleich auch die westliche Gemeindegrenze (und die Grenze zu Portugal) bildet. Hier befindet sich die Anlegestelle Vega de Terrón für Flusskreuzfahrtschiffe. Deren Passagiere können von hier aus Tagesausflüge nach Salamanca unternehmen.
Durch den Ort führt die historische Bahnstrecke Barca d’Alva–La Fuente de San Esteban. 
Das Klima ist mäßig. Es fällt Regen in einer mittleren Menge (ca. 559 mm/Jahr).

## Bevölkerungsentwicklung
| Jahr      | 1900 | 1950 | 1960 | 1970 | 1981 | 1991 | 2001 | 2011 | 2021 |
| Einwohner | 1499 | 1418 | 1294 | 947  | 711  | 689  | 543  | 440  | 315  |

## Sehenswürdigkeiten
- Markuskirche (Iglesia de San Marcos Evangelista)

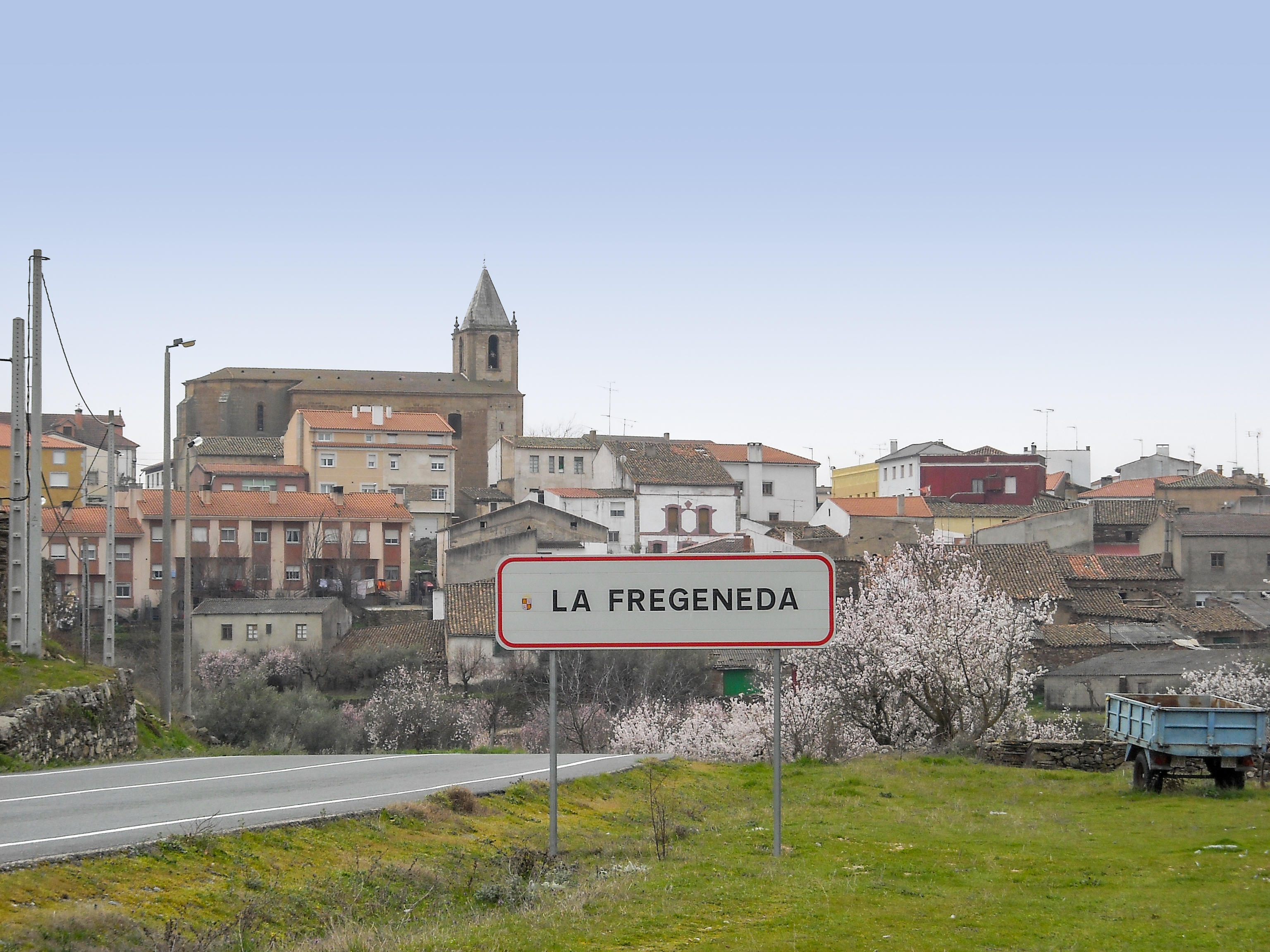
Blick auf den Ort mit der Markuskirche
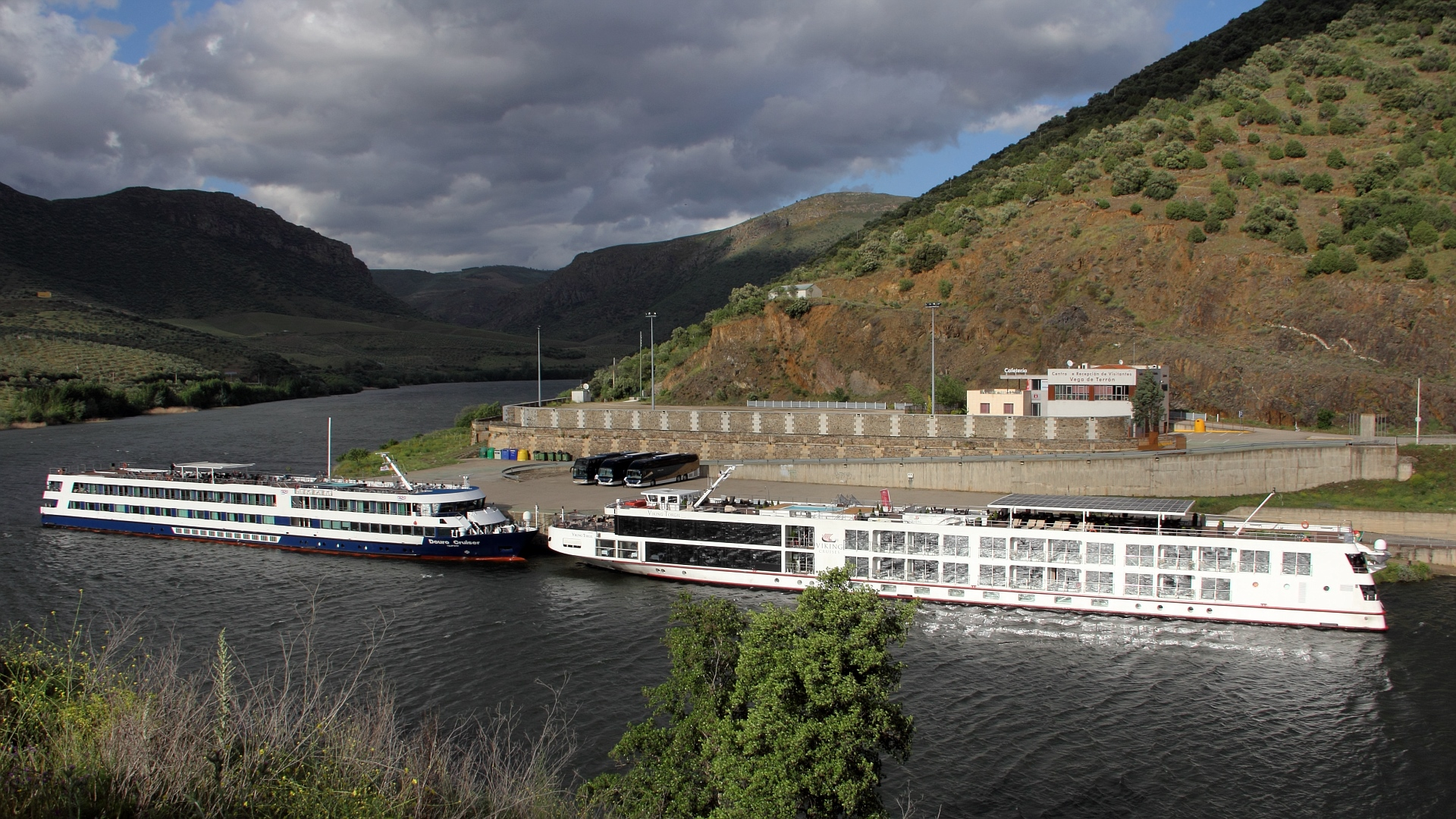
Schiffsanlegestelle Vega de Terrón